# Краснодемський Володимир Франкович
Володи́мир Фра́нкович Краснод́емський (3 квітня 1953, с. Застіноче Теребовлянського району Тернопільської області) — український журналіст, публіцист, поет. Член НСЖУ (1980). Заслужений журналіст України (1997). Орден Святого Рівноапостольного князя Володимира Великого III ступеня,  (2001).

## Біографія
Народився 3 квітня 1953 р. у с. Застіноче нині Тернопільського району Тернопільської обл.
Закінчив факультет журналістики Львівського уніврерситету (1975).
Працював:
- у редакції газети «Радянська Буковина» (1975—1980, м. Чернівці);
- власкор, зав. відділу газети «Радянська Україна» (1980—1990);
- від 1990 — зав. відділу газети «Голос України».

1-й заступник головної редакції газети «Президентський вісник» (2000), журналу «Мер» (2002, всі — м. Київ).
Від 2003 — головний редактор журналів «Європа-Центр» і «Мер СНД». Член редколегії літературно-мистецького жуналу «Шашкевичів край».
Заступник головного редактора газети «Голос України» (2010-13).
Автор книг про українське Відродження.
Друкується в періодиці Азербайджану, Канади, Польщі, Росії, США.

## Фільмографія
Створив сценарії документального фільму «Володимир Івасюк. Смерть і життя» (1992), музичного відеофільму «Віри не скарай» (1993).